# Henryk Ludwik Plater
Henryk Ludwik Plater (ur. 10 kwietnia 1817, zm. 4 lipca 1868 w Łowiczu) – hrabia, polski duchowny rzymskokatolicki, biskup pomocniczy warszawski w latach 1859–1868.

## Życiorys
Wnuk dwóch braci: po mieczu Kazimierza Konstantego, po kądzieli Augusta Jacka, syn Jana i Karoliny z Broel-Platerów.
Studiował w seminarium duchownym w Warszawie. Święcenia kapłańskie przyjął 4 kwietnia 1840. Pracował jako wikariusz w Nadarzynie, Mszczonowie i Wiskitkach, w Łodzi (w parafii Wniebowzięcia Najświętszej Maryi Panny) i Warszawie był proboszczem. Otrzymał kanonię łowicką.
27 września 1858 został mianowany biskupem pomocniczym archidiecezji warszawskiej i biskupem tytularnym Mosynopolis z rezydencją w Łowiczu. Sakrę biskupią odebrał 23 stycznia 1859 z rąk Antoniego Melchiora Fijałkowskiego. Prowadził polskie nabożeństwa patriotyczne, był więziony przez Rosjan.
Został pochowany 8 lipca 1868 w Łowiczu.